# Tour de Prince Edward Island
Le Tour de Prince Edward Island est une course cycliste par étapes féminine disputée au Canada. Créé en 2007, il fait partie du calendrier de l'Union cycliste internationale en catégorie 2.2 jusqu'en 2009. La course se dispute sur l'Île-du-Prince-Édouard.
L'édition 2010 est annulée. L'organisateur Daniel Manibal argue d'une recherche de sponsors rendue difficile par la création de deux courses masculines figurant au Calendrier mondial UCI : les Grand Prix cyclistes de Montréal et de Québec. Le Tour du Grand Montréal et la Coupe du monde cycliste féminine de Montréal, également organisés par Manibal, sont annulés pour les mêmes raisons.

## Palmarès
| Année | 1re           | 2e               | 3e                    |
| ----- | ------------- | ---------------- | --------------------- |
| 2007  | Diana Žiliūtė | Olivia Gollan    | Alexandra Burchenkova |
| 2008  | Kori Seehafer | Natalie Bates    | Trine Schmidt         |
| 2009  | Tara Whitten  | Bridie O'Donnell | Moriah Jo Macgregor   |